# Casper Widell
Casper Ludvig Widell (Landskrona, 5 maggio 2003) è un calciatore svedese, difensore dell'Excelsior.

## Biografia
È fratello minore di Melker Widell, a sua volta calciatore professionista.

## Carriera

### Club
Cresciuto nel settore giovanile dell'IK Wormo, nel 2016 si trasferisce in quello dell'Helsingborg, club con cui in seguito debutta in prima squadra (e contestualmente anche tra i professionisti) il 15 giugno 2020, disputando l'incontro di Allsvenskan perso per 0-3 contro il Varberg. In quella stagione colleziona sette presenze di cui tre da titolare, tuttavia a fine anno la squadra retrocede in Superettan. Dopo una stagione trascorsa appunto in seconda serie, nella quale Widell gioca in totale 12 partite di campionato e due partite nei vittoriosi play-off, nel 2022 torna a militare nel campionato di Allsvenskan insieme ai rossoblù.

### Nazionale
Ha rappresentato le nazionali giovanili svedesi.

## Statistiche

### Presenze e reti nei club
Statistiche aggiornate al 12 ottobre 2022.
| Stagione        | Squadra         | Campionato      | Campionato | Campionato | Coppe nazionali | Coppe nazionali | Coppe nazionali | Coppe continentali | Coppe continentali | Coppe continentali | Altre coppe | Altre coppe | Altre coppe | Totale | Totale |
| Stagione        | Squadra         | Comp            | Pres       | Reti       | Comp            | Pres            | Reti            | Comp               | Pres               | Reti               | Comp        | Pres        | Reti        | Pres   | Reti   |
| --------------- | --------------- | --------------- | ---------- | ---------- | --------------- | --------------- | --------------- | ------------------ | ------------------ | ------------------ | ----------- | ----------- | ----------- | ------ | ------ |
| 2020            | Helsingborg     | A               | 7          | 0          |                 | -               | -               |                    | -                  | -                  |             | -           | -           | 7      | 0      |
| 2021            | Helsingborg     | S1              | 12+2       | 0          | CS+CS           | 1+1             | 0               |                    | -                  | -                  |             | -           | -           | 16     | 0      |
| 2022            | Helsingborg     | A               | 18         | 0          | CS              | 1               | 0               |                    | -                  | -                  |             | -           | -           | 19     | 0      |
| Totale carriera | Totale carriera | Totale carriera | 39         | 0          |                 | 3               | 0               |                    | -                  | -                  |             | -           | -           | 42     | 0      |